# Ernst Ludwig Wilhelm Widenmann
Ernst Ludwig Wilhelm Widenmann (* 29. April 1797 in Stuttgart; † 6. August 1881 ebenda) war ein württembergischer Oberamtmann.

## Leben und Beruf
Ernst Ludwig Wilhelm Widenmann besuchte die Höhere Schule Stuttgart, danach machte er eine Ausbildung zum Schreiber. Nach einem Studium der Kameralwissenschaften in Tübingen begann seine berufliche Laufbahn von 1818 bis 1820 als Buchhalter beim Hofkameralamt in Freudental. Von 1821 bis 1823 war er Steuerkommissar beim Oberamt Vaihingen und von 1823 bis 1828 Aktuar beim Oberamt Besigheim. Danach von 1828 bis 1834 Sekretär und erster Aktuar bei der Stadtdirektion Stuttgart. 1834 wurde er Oberamtmann beim Oberamt Spaichingen, von 1843 bis 1848 war er Oberamtmann in Maulbronn und von 1848 bis 1853 in Herrenberg. 1853 wurde Widenmann zur Regierung des Neckarkreises in Ludwigsburg versetzt.

## Belege
1. ↑  Hospitalkirche (Stuttgart): Kirchenbuch.Beerdigungen Nr. 147/1881.

| Personendaten    | Personendaten                   |
| ---------------- | ------------------------------- |
| NAME             | Widenmann, Ernst Ludwig Wilhelm |
| KURZBESCHREIBUNG | württembergischer Oberamtmann   |
| GEBURTSDATUM     | 29. April 1797                  |
| GEBURTSORT       | Stuttgart                       |
| STERBEDATUM      | 6. August 1881                  |
| STERBEORT        | Stuttgart                       |